# Мамула, Богдан
Богдан Мамула (сербохорв. Богдан Мамула / Bogdan Mamula; 13 апреля 1918, Гомирье — 16 сентября 2002, Белград) — югославский военачальник, участник Народно-освободительной войны Югославии, Народный герой Югославии.

## Краткая биография
В армии с 1941 года. В годы войны командовал 13-й пролетарской ударной бригадой имени Раде Кончара, был начальником штаба 35-й ликской дивизии. После войны занимал должности в Риеке, Любляне, Нови-Саде и Белграде. Учился в военной академии имени М. В. Фрунзе, занимал должность военного атташе в посольстве Югославии в Москве. С 1953 по 1957 годы — начальник Военной академии сухопутных войск. Автор ряда книг о воинских формированиях и военных операциях на территориях Лики, Кордуна, Бановины и Горски-Котара. Генерал-подполковник ЮНА, на пенсию вышел в 1976 году.
Награждён рядом орденов и медалей. Звание Народного героя было присвоено 22 декабря 1951.